# Liste des musées de Paris
 (février 2024).
La mise en forme du texte ne suit pas les recommandations de Wikipédia : il faut le « wikifier ».
Les points d'amélioration suivants sont les cas les plus fréquents. Le détail des points à revoir est peut-être précisé sur la page de discussion.
- Les titres sont pré-formatés par le logiciel. Ils ne sont ni en capitales, ni en gras.
- Le texte ne doit pas être écrit en capitales (les noms de famille non plus), ni en gras, ni en italique, ni en « petit »…
- Le gras n'est utilisé que pour surligner le titre de l'article dans l'introduction, une seule fois.
- L'italique est rarement utilisé : mots en langue étrangère, titres d'œuvres, noms de bateaux, etc.
- Les citations ne sont pas en italique mais en corps de texte normal. Elles sont entourées par des guillemets français : « et ».
- Les listes à puces sont à éviter, des paragraphes rédigés étant largement préférés. Les tableaux sont à réserver à la présentation de données structurées (résultats, etc.).
- Les appels de note de bas de page (petits chiffres en exposant, introduits par l'outil «  Source ») sont à placer entre la fin de phrase et le point final[comme ça].
- Les liens internes (vers d'autres articles de Wikipédia) sont à choisir avec parcimonie. Créez des liens vers des articles approfondissant le sujet. Les termes génériques sans rapport avec le sujet sont à éviter, ainsi que les répétitions de liens vers un même terme.
- Les liens externes sont à placer uniquement dans une section « Liens externes », à la fin de l'article. Ces liens sont à choisir avec parcimonie suivant les règles définies. Si un lien sert de source à l'article, son insertion dans le texte est à faire par les notes de bas de page.
- La présentation des références doit suivre les conventions bibliographiques. Il est recommandé d'utiliser les modèles {{Ouvrage}}, {{Chapitre}}, {{Article}}, {{Lien web}} et/ou {{Bibliographie}}. Le mode d'édition visuel peut mettre en forme automatiquement les références.
- Insérer une infobox (cadre d'informations à droite) n'est pas obligatoire pour parachever la mise en page.

Pour une aide détaillée, merci de consulter Aide:Wikification.
Si vous pensez que ces points ont été résolus, vous pouvez retirer ce bandeau et améliorer la mise en forme d'un autre article.

Le musée du Louvre.

Cet article présente la liste des musées de Paris (France). Paris accueille un très grand nombre d'institutions muséales, de tailles et sur des sujets variés. Les musées parisiens peuvent être classés en trois catégories principales :
- les musées nationaux, dépendant de différentes autorités ministérielles (Service à compétence nationale ou Établissement public autonome), ou faisant partie d'institutions publiques autonomes (universités, autres établissements publics, entreprises publiques) (N ; tutelle précisée si pas ministère de la culture, service des Musées de France) ;
- Les musées de la ville de Paris - (VP) ;
- les musées privés - (P).

## Musées en activité

### 1erarrondissement
| Nom du musée                   | Localisation                    | Thématique                               | Ouverture                                           | Tutelle                                                     | Musée de France | Site                                  |
| ------------------------------ | ------------------------------- | ---------------------------------------- | --------------------------------------------------- | ----------------------------------------------------------- | --------------- | ------------------------------------- |
| Musée du Louvre                | Palais du Louvre                | Beaux-arts, Archéologie                  | 1793                                                | Établissement public à caractère administratif (EPA) du SMF | Oui             | Louvre.fr                             |
| Musée des Arts décoratifs      | Palais du Louvre                | Arts décoratifs                          | 1905                                                | Les Arts décoratifs (Assoc. convention avec l'État)         | Oui             | madparis.fr/musee-des-arts-decoratifs |
| Musée de la mode et du textile | Palais du Louvre                | Mode                                     | 1986                                                | Les Arts décoratifs                                         | Oui             | Lesartsdecoratifs.fr, page du musée   |
| Musée en Herbe                 |                                 | Art conçu pour les enfants               | 1975                                                | Assoc. (subventions publiques et privées)                   | Non             | Musee-en-herbe.com                    |
| Jeu de paume                   | Jardin des Tuileries            | Photographie, Vidéo                      | 2004 (forme actuelle) 1909 (musée dans le bâtiment) | Bâtiment de l'État concédé à une association subventionnée  | Non             | Jeudepaume.org                        |
| Musée de l'Orangerie           | Jardin des Tuileries            | Impressionnisme, Postimpressionnisme     | 1927                                                | Rattaché à l'EPA du Musée d'Orsay                           | Oui             | Musee-orangerie.fr                    |
| Forum des images               | Forum des Halles                | Cinéma, Vidéo                            | 1988                                                | Ville de Paris                                              | Non             | Forumdesimages.fr                     |
| Musée du Barreau de Paris      | 25 rue du Jour 75001 PARIS      | Histoire des avocats du Barreau de Paris | 1983                                                | Barreau de Paris                                            | Non             |                                       |
| Collection Pinault             | Bourse de commerce de Paris     | art moderne et de art contemporain       | 2021                                                |                                                             |                 | pinaultcollection                     |
| Musée de l'Illusion            | 98 rue Saint-Denis, 75001 PARIS | Illusions et effets d'optique            | 2019                                                |                                                             |                 | https://museedelillusion.fr/          |

### 2earrondissement
| Nom du musée    | Localisation                                         | Thématique                                                      | Ouverture | Tutelle                          | Musée de France | Site                          |
| --------------- | ---------------------------------------------------- | --------------------------------------------------------------- | --------- | -------------------------------- | --------------- | ----------------------------- |
| Musée de la BnF | Site Richelieu de la BnF, 5 rue Vivienne 75002 PARIS | Documents et objets issus des différents départements de la BnF | 2022      | Bibliothèque nationale de France | Non             | Site de la BnF, page du musée |

### 3earrondissement
| Nom du musée                          | Localisation                                                                                         | Thématique                                                                 | Ouverture | Tutelle                                             | Musée de France | Site                                     |
| ------------------------------------- | --- | -------------------------------------------------------------------------- | --------- | --------------------------------------------------- | --------------- | ---------------------------------------- |
| Musée Carnavalet                      | Hôtels de Carnavalet et Le Peletier de Saint-Fargeau, 23 rue Sévigné 75003 PARIS, quartier du Marais | Histoire de Paris                                                          | 1880      | Ville de Paris                                      | Oui             | www.carnavalet.paris.fr                  |
| Musée Cognacq-Jay                     | Hôtel de Donon, 8 rue Elzevir 75003 PARIS, quartier du Marais                                        | Œuvres et objets d'art du XVIIIe siècle français                           | 1929      | Ville de Paris                                      | Oui             | Page sur le portail de la ville de Paris |
| Gaîté-Lyrique                         | Ancien théâtre de la Gaîté, 3bis rue Papin 75003 PARIS                                               | Arts numériques (jeux vidéo)                                               | 2011      | Ville de Paris                                      | Non             | Site de la Gaîté-Lyrique                 |
| Musée d'Art et d'Histoire du judaïsme | Hôtel de Saint-Aignan, 71 rue du Temple 75004 PARIS, quartier du Marais                              | Art et histoire du judaïsme                                                | 1998      | N, fonds publics mais géré par une association      | Oui             | Mahj.org                                 |
| Fondation Henri Cartier-Bresson       | 79 rue des Archives 75003 PARIS, quartier du Marais                                                  | Photographie                                                               | 2018      | Fondation privée reconnue d'utilité publique        | Non             | henricartierbresson.org                  |
| Musée de la chasse et de la nature    | Hôtels de Guénégaud et de Mongelas, 62 rue des Archives 75003 PARIS, quartier du Marais              | Armes et accessoires de chasse, trophées, art cynégétique et art animalier | 1967      | Fondation de la Maison de la chasse et de la nature | Oui             | Chassenature.org                         |
| Musée des arts et métiers             | Ancien prieuré royal de Saint-Martin-des-Champs, 60 rue Réaumur 75003 PARIS                          | Objets scientifiques et techniques                                         | 1794      | N, Conservatoire national des arts et métiers       | Oui             | Arts-et-metiers.net                      |
| Musée Picasso                         | Hôtel Salé, 5 rue de Thorigny 75003 PARIS, quartier du Marais                                        | Pablo Picasso                                                              | 1985      | N                                                   | Oui             | Musee-picasso.fr                         |
| Musée des Archives nationales         | Hôtel de Soubise, 60 rue des Francs Bourgeois 75004 PARIS, quartier du Marais                        | Mise en valeur des collections des Archives nationales                     | 1867      | Ministère de la Culture                             | Non             | Page sur le site des Archives nationales |
| Centre culturel suédois               | Hôtel de Marle 13 rue Payenne 75003 PARIS, quartier du Marais                                        | Expositions sur la langue et la culture suédoise                           | 1971      | Institut culturel suédois                           | Non             | Site du Centre culturel suédois          |

### 4earrondissement
| Nom du musée                                  | Localisation                                                | Thématique                                                             | Ouverture                                        | Tutelle                                           | Musée de France | Site |
| --------------------------------------------- | ----------------------------------------------------------- | ---------------------------------------------------------------------- | ------------------------------------------------ | ------------------------------------------------- | --------------- | --- |
| Maison de Victor Hugo                         | 6 place des Vosges                                          | Victor Hugo                                                            | 1903                                             | Ville de Paris                                    | Oui             | Maisonsvictorhugo.paris.fr                                                                                  |
| Musée national d'Art moderne                  | Centre Georges-Pompidou                                     | Art contemporain                                                       | 1947 au Palais de Tokyo, 1977 au Centre Pompidou | N                                                 | Oui             | Page d'accueil du site du Centre Pompidou                                                                   |
| Musée Boleslas Biegas                         | Bibliothèque polonaise de Paris, île Saint-Louis            | Boleslas Biegas, œuvres d'art de l'émigration polonaise du XIXe siècle | vers 1950                                        | privé, société historique et littéraire polonaise | Non             | Page sur le site de la bibliothèque                                                                         |
| Musée Adam-Mickiewicz                         | Bibliothèque polonaise de Paris, île Saint-Louis            | Adam Mickiewicz                                                        | 1903                                             | privé, société historique et littéraire polonaise | Non             | Page sur le site de la bibliothèque                                                                         |
| Musée de la Magie                             | Rue Saint-Paul, quartier du Marais                          | Illusionisme                                                           | 1993                                             | privé                                             | Non             | Museedelamagie.com                                                                                          |
| Salle des traditions de la Garde républicaine | Caserne des Célestins, boulevard Henri-IV                   | Garde républicaine                                                     | 1985                                             | géré par la garde républicaine                    | Non             | « Page sur le site de la gendarmerie nationale »(Archive.org • Wikiwix • Archive.is • Google • Que faire ?) |
| Mémorial de la Shoah                          | Rue Geoffroy-l'Asnier, quartier du Marais                   | Mémoire de la Shoah                                                    | 2005                                             |                                                   | Non             | Memorialdelashoah.org                                                                                       |
| Maison européenne de la photographie          | Hôtel Hénault de Cantobre, rue de Fourcy                    | Photographie                                                           | 1996                                             |                                                   | Non             | Mep-fr.org                                                                                                  |
| Pavillon de l'Arsenal                         | Boulevard Morland                                           | Architecture                                                           | 1988                                             | Ville de Paris                                    | Non             | Pavillon-arsenal.com                                                                                        |
| Crypte archéologique de l'île de la Cité      | Parvis de la cathédrale Notre-Dame de Paris, île de la Cité | Vestiges archéologiques                                                | 1980                                             | Ville de Paris, géré par le musée Carnavalet      | Non             | Page sur le portail de la Ville de Paris                                                                    |
| Mémorial des Martyrs de la Déportation        | île de la Cité                                              | Mémoire des déportés de France de 1941 à 1944                          | 1962                                             |                                                   | Non             | |
| Fondation d'entreprise Galeries Lafayette     | rue du Plâtre, quartier du Marais                           | Art contemporain, mode, design                                         | 2018                                             | privé, appartient au Groupe Galeries Lafayette    | Non             | lafayetteanticipations.com                                                                                  |
| Musée Vivant du Fromage                       | Île Saint-Louis                                             | Fromage                                                                | 2024                                             |                                                   | Non             | musee-fromage-paris.com                                                                                     |

### 5earrondissement
| Nom du musée                                  | Localisation                                | Thématique                | Ouverture | Tutelle                                | Musée de France | Site                                        |
| --------------------------------------------- | ------------------------------------------- | ------------------------- | --------- | -------------------------------------- | --------------- | ------------------------------------------- |
| Muséum national d'histoire naturelle          | Jardin des plantes de Paris                 | Histoire naturelle        | 1793      | N                                      | Oui             | Mnhn.fr                                     |
| Musée du Service de santé des armées          | hôpital du Val-de-Grâce                     | Histoire de la médecine   | 1986      | N                                      | Oui             | Page sur le site du ministère de la Défense |
| Musée de Cluny                                | Hôtel et thermes de Cluny                   | Art et histoire médiévale | 1843      | N                                      | Oui             | Musee-moyenage.fr                           |
| Musée Curie                                   | Campus Pierre-et-Marie-Curie (Val-de-Grâce) | Histoire des sciences     |           | Institut Curie                         | Non             | Musee.curie.fr                              |
| Institut du monde arabe                       | Place Mohammed-V                            | Monde arabe               | 1987      | Fondation de l'Institut du monde arabe | Non             | Imarabe.org                                 |
| Musée de la Sculpture en plein air            | Square Tino Rossi                           | Jardin de sculptures      | 1980      | VP                                     | Non             |                                             |
| Musée de la préfecture de police              | commissariat du 5e arrondissement           | Histoire de la police     | 1909      | Préfecture de police de Paris          | Non             | Page sur le site de la Préfecture de police |
| Collection de minéraux de Sorbonne Université | campus de Jussieu                           | Minéraux                  | 1954      | Sorbonne Université                    | Non             | Collection-mineraux.upmc.fr                 |

### 6earrondissement
| Nom du musée                            | Localisation                  | Thématique             | Ouverture | Tutelle                                                 | Musée de France | Site                           |
| --------------------------------------- | ----------------------------- | ---------------------- | --------- | ------------------------------------------------------- | --------------- | ------------------------------ |
| Le Musée du 11 Conti - Monnaie de Paris | Hôtel de la Monnaie           | Histoire de la monnaie | 1833      | N                                                       | Oui             | monnaiedeparis.fr              |
| Musée national Eugène-Delacroix         | rue de Furstemberg            | Art                    | 1971      | N                                                       | Oui             | musee-delacroix.fr             |
| Musée Zadkine                           | rue d'Assas                   | Sculpture              | 1910      | VP                                                      | Oui             | zadkine.paris.fr               |
| Maison d'Auguste Comte                  | rue Monsieur-le-Prince        | Biographique           | 1913      | P                                                       | Non             | augustecomte.org               |
| Musée Bible et Terre Sainte             | Institut catholique de Paris  | Art religieux          | 1957      | Institut catholique de Paris                            | Non             | bibleterresainte.wordpress.com |
| Musée-librairie du compagnonnage        | rue Mabillon                  | Artisanat              |           | Fédération compagnonnique des métiers du Bâtiment       | Non             | compagnonsdutourdefrance.org   |
| Musée Edouard Branly (en)               | Institut catholique de Paris  | Ingénierie             | 1932      | Institut catholique de Paris                            | Non             | https://www.icp.fr             |
| Musée d'Histoire de la médecine         | Université Paris-Cité         | Médecine               | 1795      | N, Université Paris-Cité                                | Non             | u-paris.fr                     |
| Musée du Luxembourg                     | Palais du Luxembourg          | Art                    | 1750      | N                                                       | Non             | museeduluxembourg.fr           |
| Musée Moissan                           | Faculté de pharmacie de Paris | Chimie                 | 1925      | N, Université Paris-Cité, faculté de pharmacie de Paris | Non             |                                |
| Musée de Minéralogie                    | Hôtel de Vendôme              | Minéralogie            | 1794      | N, Mines Paris                                          | Non             | musee.minesparis.psl.eu        |
| Mundolingua                             | rue Servandoni                | Langues                | 2013      |                                                         | Non             | mundolingua.org                |

### 7earrondissement

#### Musées de France
- Musée de l'Armée (N, Ministère des Armées, Hôtel des Invalides)
- Musée du Quai Branly - Jacques-Chirac
- Musée de la Légion d'honneur
- Musée Rodin (N)
- Musée d'Orsay (N)

#### Autres musées
- Musée de l'Ordre de la Libération (N), Musée des Plans-reliefs (N), Historial Charles de Gaulle (N) (Hôtel des Invalides)
- Musée des Égouts de Paris
- Musée Maillol
- Musée Valentin-Haüy
- Fondation Custodia
- Maison de l'Unesco
- Maison Gainsbourg

### 8earrondissement

#### Musées de France
- Musée Cernuschi, Musée des Arts de l'Asie de la Ville de Paris (VP)
- Musée Nissim-de-Camondo
- Musée du Petit Palais, Musée des Beaux-Arts de la Ville de Paris (VP)

#### Autres musées
- Musée de l'Arc de Triomphe (N, Centre des monuments nationaux)
- Grand Palais : Galeries nationales (N), nef (lieu d'exposition uniquement) et Palais de la découverte (Universcience), fermé pour rénovation jusqu'en 2024-5
- Musée Art Nouveau - Maxim's (P)
- Musée Jacquemart-André (P)
- La Maison Élysée

### 9earrondissement

#### Musées de France
- Musée de la franc-maçonnerie
- Musée de la Vie Romantique - Maison Renan Scheffer (VP)
- Musée Gustave-Moreau (N)

#### Autres musées
- Fondation Dosne-Thiers
- Musée Grévin (P)
- Bibliothèque-musée de l'Opéra dans l'Opéra Garnier (N)
- Musée du Parfum
- Paradox Museum (ouverture du musée en 2023)

### 10earrondissement
- Musée du Chocolat
- Musée de l'Éventail
- Musée des Moulages (hôpital Saint-Louis)

### 11earrondissement
- Musée du Fumeur
- Musée Édith-Piaf (P)

### 12earrondissement

#### Musée de France
- Musée de l'Histoire de l'immigration (palais de la Porte-Dorée, dont l'aquarium est aussi classé)

#### Autres musées
- Musée des Arts forains - Collection Jean-Paul Favand
- Cinémathèque française - Musée du Cinéma
- Petit Musée de l'Argenterie (en)

### 13earrondissement
- Manufacture des Gobelins
- Fondation Jérôme Seydoux-Pathé

### 14earrondissement

#### Musée de France
- Musée de la Libération de Paris – musée du général-Leclerc – musée Jean-Moulin (VP, pavillon Ouest de la Barrière d'Enfer, place Denfert-Rochereau)

#### Autres musées
- Fondation Cartier pour l'art contemporain
- Catacombes de Paris (VP)
- Carrières des Capucins
- Ateliers-Musée Chana Orloff

### 15earrondissement

#### Musées de France
- Musée Bourdelle (VP)
- Musée de La Poste (N, La Poste)

#### Autres musées
- Musée Pasteur
- Musée du Montparnasse (Villa Vassilieff)
- Maison de la culture du Japon à Paris

### 16earrondissement

#### Musées de France
- Maison de Balzac (VP)
- Musée d'Art moderne de la ville de Paris (VP) et Site de création contemporaine au Palais de Tokyo
- Musée des monuments français (N, Cité de l'architecture et du patrimoine), Musée de l'Homme et Musée national de la Marine (N) (Palais de Chaillot)
- Musée d'Ennery (N)
- Palais Galliera, musée de la Mode de la ville de Paris (VP)
- Musée national des arts asiatiques - Guimet et Hôtel Heidelbach (N)

#### Autres musées
- Aquarium de Paris - Cinéaqua
- Fondation d'entreprise Louis Vuitton (Jardin d'acclimatation)
- Maison La Roche - Fondation Le Corbusier
- Musée arménien de France (P, ne dispose pas actuellement d'espace d'exposition)
- Musée Baccarat
- Musée Georges Clemenceau
- Musée de la Contrefaçon
- Musée du Vin
- Musée Marmottan-Claude Monet
- Musée Yves Saint Laurent de Paris (Fondation Pierre Bergé – Yves Saint Laurent)
- Pavillon de l'eau
- Tenniseum

### 17earrondissement
- Musée national Jean-Jacques-Henner (N, musée de France)
- ART42, musée d’art urbain dans l’école 42 (P).
- Cité de l'Économie (Hôtel Gaillard, Banque de France)

### 18earrondissement

#### Musée de France
- Musée de Montmartre

#### Autres musées
- Dalí Paris
- Halle Saint-Pierre (Musée d'art naïf - Max Fourny - musée d'Art Brut et d'Art Singulier)
- Le Bal

### 19earrondissement
- Musée de la Musique (Cité de la musique, musée de France)
- Cité des sciences et de l'industrie et L'Argonaute (sous-marin) (Universcience)
- Centquatre-Paris
- Le Plateau (centre d'exposition du Fonds régional d'art contemporain (FRAC) d’Île-de-France)

### 20earrondissement
- Pavillon Carré de Baudouin

## Anciens musées

### 1er
- Musée Grévin - Forum des Halles (annexe du musée Grévin, fermé en 1996)
- Parc océanique Cousteau (Forum des Halles, fermé en 1992)
- Pavillon des Arts (fermé en 2006) (VP)
- Musée Pierre-Marly (transféré à Morez (Jura) en 2002[2])

### 3e
- Musée de la Serrure (fermé en 2003)
- Musée de la Poupée - Au Petit Monde Ancien (fermé en 2017)

### 4e
- Musée de Notre Dame de Paris (en) (fermé en 2008)

### 5e
- Musée de l'Assistance publique - Hôpitaux de Paris (fermé en 2012, projet abandonné de transfert à l'Hôtel Dieu)
- Centre de la mer et des eaux (Institut océanographique de Paris, fermé en 2010)

### 6e
- premier Musée des monuments français (fermé en 1816)
- Musée de l'université de médecine (les collections du Musée d'anatomie Delmas-Orfila-Rouvière ont été cédées en 2011 par l'université Paris-Descartes à l'université de Montpellier, celles du Musée Dupuytren (université Pierre-et-Marie-Curie) ont été transférées sur le campus de Jussieu en 2016)
- Musée Hébert (dépendant de l'établissement public du musée d'Orsay, classé Musée de France mais fermé depuis 2004 en attendant une rénovation)

### 7e
- Musée-Galerie de la Seita (fermé en 2000, contenu dispersé en 2009 pour moitié et le reste donné au musée du Tabac de Bergerac)
- Musée des lettres et manuscrits (fermé en 2015) (P)
- Musée d'histoire contemporaine (transféré en 2021 au sein du nouveau bâtiment de La Contemporaine à Nanterre)

### 8e
- Musée Bouilhet-Christofle (fermé en 2008)
- Pinacothèque de Paris (fermé en 2016)
- Musée des copies (musée éphémère situé dans le Palais de l'Industrie, ouvert entre avril et décembre 1873)

### 12e
- Musée national des Arts d'Afrique et d'Océanie (N) (fermé en 2003, contenu transféré du palais de la Porte-Dorée au musée du Quai Branly - Jacques-Chirac)
- La Maison rouge, fondation Antoine-de-Galbert (fermé en 2018)

### 14e
- Musée Lénine (fermé en 2007)
- Musée Adzak[Quand ?]

### 15e
- Musée Kwok On (fermé en 1994, contenu légué au musée de l'Orient, Lisbonne)
- Musée du Montparnasse (fermé en 2013, remplacé par la Villa Vassilieff)

### 16e
- Mona Bismarck American Center (fermé en 2022)
- Musée Bouchard (fermé en 2007, contenu transféré au musée de la Piscine à Roubaix)
- Musée national des Arts et Traditions populaires (N) (fermé en 2005, contenu transféré à Marseille au Musée des Civilisations de l'Europe et de la Méditerranée)
- Musée national du Sport (transféré en 2013-2014 à Nice au sein de l'Allianz Riviera)
- Musée d'ethnographie du Trocadéro (collections intégrées en 1937 au Musée de l'Homme et au Musée national des arts et traditions populaires (collections françaises))
- Musée national des Travaux publics (fermé en 1955)
- Musée Pierre-Fauchard (fermé en 2001-2003, contenu transféré au musée de l'AP-HP)
- Musée de Radio France (N (Radio France, fermé en 2007, à l'occasion de travaux, dans la Maison de la radio)
- Musée des Matériaux du Centre de Recherche sur les Monuments Historiques (fermé[Quand ?], Palais de Chaillot, maquettes exposées dans la Cité de l'architecture et du patrimoine ou utilisées comme support pédagogique de l'École de Chaillot, matériauthèque à la Médiathèque de l'architecture et du patrimoine de Charenton-le-Pont)
- Musée Tattegrain (fermé après la mort de son propriétaire et la disparition de sa collection en 1966)
- Musée Dapper (fermé en juin 2017, la Fondation Dapper restant active)

### 18e
- Musée-Placard d'Erik Satie (fermé en 2008)
- Musée de l'érotisme (fermé en 2016)
- Musée d'Art Juif (en) (fermé en 1998, collections transférées au Musée d'Art et d'Histoire du judaïsme)

### 20e
- Maison de l'air (fermée en 2013)
- Musée de l'holographie (fermé en 1996, collections toujours exposées en France et à l'étranger)